# Brunellia
Brunellia är ett släkte av tvåhjärtbladiga växter. Brunellia ingår i familjen Brunelliaceae.
Brunellia är enda släktet i familjen Brunelliaceae.

## Dottertaxa tillBrunellia, i alfabetisk ordning[1]
- Brunellia acostae
- Brunellia acutangula
- Brunellia almaguerensis
- Brunellia amayensis
- Brunellia antioquensis
- Brunellia boliviana
- Brunellia boqueronensis
- Brunellia briquetii
- Brunellia brunnea
- Brunellia cayambensis
- Brunellia colombiana
- Brunellia comocladifolia
- Brunellia coroicoana
- Brunellia costaricensis
- Brunellia crenata
- Brunellia cuatrecasana
- Brunellia cutervensis
- Brunellia cuzcoensis
- Brunellia dichapetaloides
- Brunellia dulcis
- Brunellia ecuadoriensis
- Brunellia elliptica
- Brunellia espinalii
- Brunellia farallonensis
- Brunellia foreroi
- Brunellia glabra
- Brunellia goudotii
- Brunellia hexasepala
- Brunellia hiltyana
- Brunellia hygrothermica
- Brunellia inermis
- Brunellia integrifolia
- Brunellia latifolia
- Brunellia littlei
- Brunellia macrophylla
- Brunellia mexicana
- Brunellia morii
- Brunellia neblinensis
- Brunellia occidentalis
- Brunellia oliveri
- Brunellia ovalifolia
- Brunellia pallida
- Brunellia pauciflora
- Brunellia penderiscana
- Brunellia pitayensis
- Brunellia propinqua
- Brunellia putumayensis
- Brunellia racemifera
- Brunellia rufa
- Brunellia sibundoya
- Brunellia standleyana
- Brunellia stenoptera
- Brunellia stuebelii
- Brunellia subsessilis
- Brunellia tomentosa
- Brunellia trianae
- Brunellia trigyna
- Brunellia weberbaueri
- Brunellia velutina
- Brunellia zamorensis